# 東大阪市立花園小学校
東大阪市立花園小学校（ひがしおおさかしりつ はなぞのしょうがっこう）は、大阪府東大阪市花園本町にある公立小学校。

## 通学区域
- 玉串町東1丁目、玉串元町1丁目1～4番、花園東町1丁目9～14番、花園東町2～3丁目、花園本町2丁目6～12番、14～15番[1]

## 進路状況
ほとんどの児童は東大阪市立花園中学校へ進学するが、国私立中学校へ進学する児童もいる。